# Università Cattolica di Lovanio
L'Università Cattolica di Lovanio era un'università belga fondata nel 1834 a Mechelen dai vescovi del Belgio con il nome di Università Cattolica di Mechelen. L'Università si è trasferita l'anno dopo a Lovanio prendendo il nome di Università Cattolica di Lovanio (1835).
A Lovanio erano già esistite la Vecchia Università (1425-1797) e l'Università statale di Lovanio (1817-1835).
Nel 1968, dopo il "caso Lovanio", l'ateneo è stato diviso in due diverse istituzioni, dando vita alla Katholieke Universiteit Leuven, di lingua olandese (situata a Lovanio) ed all'Université catholique de Louvain, di lingua francese (situata a Louvain-la-Neuve e Bruxelles).